# Julio Garcés
Pour les articles homonymes, voir Garcés.
Garcés  Cerpa est un nom espagnol. Le premier nom de famille, en général paternel, est Garcés ; le second, en général maternel, souvent omis, est Cerpa.
Julio Cesar Garcés Cerpa, né le 17 octobre 1987, est un coureur cycliste chilien, ancien membre de l'UC Curicó.

## Palmarès
- 2008
  - Vuelta Maule Centro
- 2009
  - 2e du championnat du Chili du contre-la-montre espoirs
- 2013
  -  Champion du Chili sur route
- 2014
  - 3e étape de l'Ascensión a los Nevados de Chillán
- 2017
  - 3e étape de l'Ascensión a los Nevados de Chillán

## Classements mondiaux
| Année            | 2016 |
| ---------------- | ---- |
| UCI America Tour | 167e |